# Werner Gerhardt
Werner Gerhardt (ur. 3 lutego 1907 r., zm. w 1966 r.) – południowoafrykański sprinter,  medalista igrzysk Imperium Brytyjskiego.
W 1930 roku Gerhardt wziął udział w I Igrzyskach Imperium Brytyjskiego jako członek reprezentacji Związku Południowej Afryki. Wziął udział w czterech konkurencjach lekkoatletycznych. W biegu na 100 jardów zajął piąte miejsce, zaś na dystansie 220 jardów – szóste miejsce. W sztafecie 4 × 110 jardów, Gerhardt biegł na drugiej zmianie, a reprezentacja Związku, z nieznanym czasem, zdobyła brązowy medal. Identycznym wynikiem zakończył się start Południowoafrykańczyków w sztafecie 4 × 440 jardów, w której Gerhardt także biegł na drugiej zmianie.